# Hooglede in de Eerste Wereldoorlog
Het Belgische dorp Hooglede lag tijdens de Eerste Wereldoorlog in het etappegebied, het Duitse bezet gebied achter het IJzerfront.

## 1914: de inval
Op vrijdag 31 juli 1914 wekt de grote noodklok de Hoogleedse bevolking uit haar slaap. De oorlog was nakend. De mensen die opgeroepen waren vertrokken de volgende ochtend met de tram naar Roeselare. Van daaruit werden ze overbracht naar Antwerpen. Het Belgische leger eiste nog diezelfde dag paarden, rijtuigen en auto's op.
Nauwelijks enkele dagen later, op 4 augustus, viel Duitsland België binnen. Het eerste Hoogleedse oorlogsslachtoffer viel tijdens de bestorming van de Luikse vesting. Jerome Staelens was zijn naam; hij liet het leven op 29-jarige leeftijd.
De Duitse verkenningstroepen, de zogenaamde Ulanen, trokken op vrijdag 18 september door Hooglede dorp. Allerhande manschappen namen hun intrek in Hooglede na het losbarsten van de Eerste Slag om Ieper (12 oktober – 11 november 1914). Ze logeerden her en der bij de bevolking. Wat later namen een driehonderdtal Duitsers Hooglede in en erkenden het als Duits gebied. Deze Duitsers namen deel aan de Slag om Ieper en keerden 's avonds dan terug naar Hooglede.
Maandag 19 oktober werd door de Hoogledenaars Schuwe maandag genoemd. De Fransen trokken langs de Beveren- en de Bruggestraat Hooglede in en losten er hun eerste salvo's. Vervolgens maakten ze rechtsomkeer en op die manier lokten ze de vijand met zich mee naar de IJzer. De beschietingen waren het hevigst rond de middag. Ondanks het inslaan van de eerste obussen, bleef de schade beperkt. De Duitse soldaten trokken met geweer, inclusief bajonet de straat op, winkels en kelders plunderend. Enkele burgers werden als gijzelaars meegenomen.
Vanaf 20 oktober deed het ouderlingentehuis op 't Hoge dienst als hospitaal. De kerk werd een paardenstal en de Duitsers installeerden een bakkerij en een cinemazaal in de meisjesschool in de Kleine Stadenstraat. De Hoogleedse bevolking probeerde van 1914 tot 1916 zo goed mogelijk samen te leven met de Duitse bezetters.

## 1917
In 1917 namen de spanningen en de ongerustheid toe. Met name toen Maarschalk Douglas Haig de opdracht kreeg van de Britse regering om de Duitse stellingen nabij de Vlaamse kust te vernietigen (Het Vlaams Offensief).
Op 1 augustus kregen de inwoners van Hooglede het bevel zich klaar te houden voor een eventuele uittocht. Die uittocht volgde drie dagen later. Vanuit het station van Gits nam men de trein en via Heist-op-den-Berg kwam men in Mol terecht. Van hieruit nam men de tram naar Meerhout en omliggende gemeenten. In de zomer van 1918 keerden de inwoners terug per trein. Een treinongeval kostte het leven van enkele inwoners van Hooglede (en Ardooie). Ze staan vermeld op de gedenkplaat op de markt onder meer in Ardooie.

## Het bevrijdingsoffensief
De geallieerde troepen kenden de Duitse posities dankzij luchtfoto's en verklaringen van Duitse krijgsgevangenen. Het doel van het aanvalsplan van de Slag Torhout – Tielt was de Flandern I Stellung te vernietigen. De bedoeling was om het kamgebied Hooglede – Gits te veroveren en van daaruit door te stoten tot Torhout en Tielt.
Vanaf 7 oktober 1918 werden de Duitse stellingen geregeld onder vuur genomen met als doel bressen te slaan in hun verdedigingswerk. Een week later brak het bevrijdingsoffensief los. Het 34ste korps overschreed na twee succesvolle aanvallen de kam Hooglede-Gits tot aan de weg Torhout-Roeselare. 1140 soldaten werden gevangengenomen. Op 15 oktober blies het Duitse leger de aftocht. De Slag Torhout-Tielt was ten einde en de totale overwinning lag binnen handbereik. Dit bevrijdingsoffensief zorgde ervoor dat Hooglede bevrijd was, maar de gemeente had heel wat materiële schade geleden.